# مشچرسکی (دهانه)
مشچرسکی یک دهانه برخوردی در ماه‌ است.

## دهانه‌های اقماری
این دهانه ۲ دهانه اقماری دارد.
| Meshcherskiy | عرض جغرافیایی | طول جغرافیایی | قطر          |
| ------------ | ------------- | ------------- | ------------ |
| X            | ۱۶.۰° N       | ۱۲۴.۲° E      | ۳۹.۰ کیلومتر |
| K            | ۹.۶° N        | ۱۲۶.۸° E      | ۱۷.۰ کیلومتر |